# Hipótesis macromaya
La hipótesis macromaya conjetura que podría existir un parentesco lejano entre las lenguas mayenses, las mixezoqueanas y las totonacanas. Todas estas lenguas son originarias del área cultural conocida como Mesoamérica. 
Esta hipótesis tiene una evidencia débil, y dista mucho de considerarse definitiva. La hipótesis totozoqueana más restringida de un parentesco entre la familia totonaca y la familia mixe-zoque se considera algo más probable, y se ha aportado nueva evidencia recientemente en su favor.

## Introducción
Norman McQuown (1942) propuso que las lenguas mixe-zoque y las lenguas mayas podrían estar relacionadas. Aunque hasta 1979 no se hizo demasiado trabajo para probarla cuando Brown y Witkowski elaboraron una lista de 62 cognados y sugirieron correspondencias fonéticas entre ambas familias. Estos autores propusieron dos artículos en los que hablaban de un "filo mesoamericano" compuesto por el mayense, el mixe-zoque y otras lenguas mesoamericanas. Estas propuestas fueron examinandas por Lyle Campbell y Terrence Kaufman que rechazaron la propuesta debido a los errores metodológicos que detectaron, invalidando la mayor parte de los 62 cognados inicialmente propuestos. Campbell y Kaufman explicaron estas similitudes léxicas no como muestra de parentesco sino como muestra de difusión léxica y cultural dentro del área lingüística mesoamericana.
Sin embargo, posteriormente Campbell ha sugerido que existen otras evidencias que apoyan el posible parenesco entre el maya, el mixe-zoque y el totonaco-tepehua. Aunque todavía se considera que la evidencia en favor de la hipótesis es pequeña, y no parecen haberse probado correspondencias fonéticas regulares. Algunos autores han sugerido que también el idioma huave podría formar parte de una macrofamilia junto con las lenguas anteriores, aunque Campbell considera esto último poco probable.
El proyecto de comparación sistemática automatizada ASJP detecta un cierto número de coincidencias léxicas entre el mixe-zoque y el totonaco-tepehua, pero no encuentra una cercanía estadística del vocabulario básico del maya con los otros dos grupos. De hecho la distancia entre el huave y el mixe-totonaco, parece menor que la existente entre este último y las lenguas mayas. Si bien las similareidades entre el mixe-zoque y el totonaco-tepehua parecen permitir la reconstrucción de un proto-totozoqueano, las similitudes del totozoqueano con el huave o con las lenguas mayas no se ha probado rigurosamente y podrían deberse a razones accidentales, de convergencia lingüística dentro del área mesoamericana o a préstamos léxicos, por lo que deben ser tomadas con cautela y no necesariamente indican un parentesco real. Desde el punto de vista de la cercanía léxica se tiene el siguiente árbol cladístico:

|            | (huave)                                                         |
|            |                                                                 |
| Toto-Zoque | \| \| Mixe-Zoque \| \| \| \| \| \| Totonaco-Tepehua \| \| \| \| |
|            | \| \| Mixe-Zoque \| \| \| \| \| \| Totonaco-Tepehua \| \| \| \| |
|            | Mixe-Zoque                                                      |
|            |                                                                 |
|            | Totonaco-Tepehua                                                |
|            |                                                                 |

|  | Mixe-Zoque       |
|  |                  |
|  | Totonaco-Tepehua |
|  |                  |

|            | (huave)                                                         |
|            |                                                                 |
| Toto-Zoque | \| \| Mixe-Zoque \| \| \| \| \| \| Totonaco-Tepehua \| \| \| \| |
|            | \| \| Mixe-Zoque \| \| \| \| \| \| Totonaco-Tepehua \| \| \| \| |
|            | Mixe-Zoque                                                      |
|            |                                                                 |
|            | Totonaco-Tepehua                                                |
|            |                                                                 |

|  | Mixe-Zoque       |
|  |                  |
|  | Totonaco-Tepehua |
|  |                  |

## Comparación léxica
La comparación léxica de los numerales permite reconstruir las protoformas de las tres familias, sin embargo las formas reconstruidas para cada familia no muestran demasiadas similitudes:
| GLOSA | proto- mixe- zoque | proto- totonaco- tepehua | proto- maya | (Huave)   |
| ----- | ------------------ | ------------------------ | ----------- | --------- |
| 1     | *tu(m)-            | *-tum                    | *χuun       | nop       |
| 2     | *wis-              | *-tʔu-                   | *kaʔ-       | ihpiw     |
| 3     | *tuku-             | *-(tʔu)tun               | *ʔoš-       | arohpiw   |
| 4     | *mak.tas-          | *-taati                  | *kaŋ        | pikiw     |
| 5     | *moʔos-            | *-kitis                  | *χoʔ-       | akokiaw   |
| 6     | *tuhtu-            | *-čaašaan                | *waq        | anaíw     |
| 7     | *wis.tuhtu-        | *-tuhun                  | *huq        | ayaíw     |
| 8     | *tuku.tuhtu-       | *-ʦayan                  | *waqšaq     | ohpeakiw  |
| 9     | *mak.tas.tuhtu-    | *-nahaaʦa                | *ɓeluŋ      | ohkiyeh   |
| 10    | *mahk-             | *-kaawi                  | *laχuŋ      | gaphpowiw |